# Burgstall Sattelberg

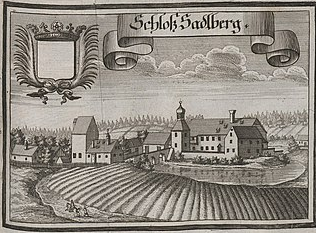
Schloss Sattelberg nach einem Stich von Michael Wening (1721)

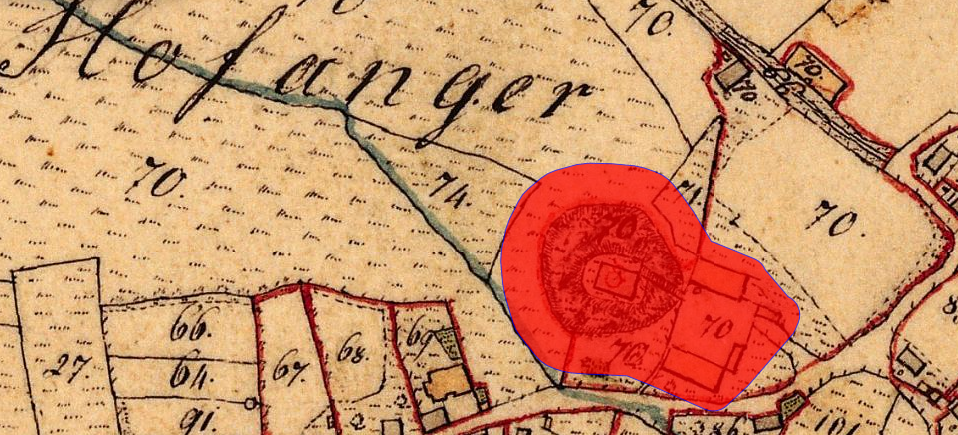
Lageplan von Burgstall Sattelberg auf dem Urkataster von Bayern

Der Burgstall Sattelberg bezeichnet ein abgegangenes Wasserschloss in Sattelberg in der Gemeinde Gachenbach im Landkreis Neuburg-Schrobenhausen in Bayern. „Mittelalterliche und frühneuzeitliche Befunde im Bereich des abgegangenen Wasserschlosses von Sattelberg“ werden als Bodendenkmal unter der Aktennummer D-1-7533-0026 geführt. 

## Geschichte
1324 wird ein Kunz von Sattelberg urkundlich erwähnt. Wann das Wasserschloss in Sattelberg erbaut wurde, ist nicht bekannt. Die später geistliche Hofmark Sattelberg war bis zur Säkularisation 1802/3 im Besitz des Domkapitels Freising. Andreas Deindl aus Moosburg erwarb 1804 die ganze Hofmark samt Schloss, Kapelle, Ökonomiegebäuden, allen Grundstücken und einer Schafherde von 400 bis 500 Stück um 11000 Gulden und ließ als erstes die Schlosskapelle abreißen. Das Schloss verfiel und wurde um 1870 abgerissen.

## Beschreibung
Auf dem Urkataster von Bayern ist eine runde Anlage mit ca. 65 m zu erkennen. Die von einem etwa 25 m breiten Wassergraben umschloss ein Schlossareal von 40 m. In dem Stich von Michael Wening ist ein zweigeschossiger Gebäudekomplex mit einem Turm Zwiebelhaube zu erkennen. Außerhalb des Wassergrabens ist auf der Ostseite ebenfalls ein mehrgeschossiger Trum zu erkennen.